# ماریا ساشیده
ماریا ساشیده (انگلیسی: Maria Sashide; ۲۰ سپتامبر ۱۹۹۸ – ) بازیگر، و صداپیشه اهل ژاپن بود.